# Biệt đội sấm sét*
Biệt đội sấm sét* (tựa gốc tiếng Anh: Thunderbolts*) là bộ phim thể loại siêu anh hùng Mỹ ra mắt vào năm 2025, dựa theo nguyên tác nhóm siêu anh hùng cùng tên của Marvel Comics. Bộ phim được sản xuất bởi Marvel Studios và phát hành bởi Walt Disney Studios Motion Pictures, phim là tác phẩm thứ 36 của Vũ trụ Điện ảnh Marvel (MCU). Phim được đạo diễn bởi Jake Schreier và viết kịch bản bởi Eric Pearson, Lee Sung Jin và Joanna Calo, cùng với đó là sự tham gia của dàn diễn viên bao gồm Sebastian Stan, Hannah John-Kamen, Wyatt Russell, Julia Louis-Dreyfus, Florence Pugh, David Harbour, Olga Kurylenko, Harrison Ford và Lewis Pullman. Trong phim, một nhóm phản anh hùng được giao nhiệm vụ từ chính phủ.
Marvel Studios hé lộ về việc thành lập nhóm Thunderbolts trong MCU vào năm 2021. Bộ phim tiết lộ được phát triển vào tháng 6 năm 2022, khi Schreier và Pearson tham gia đội ngũ làm phim. Dàn diễn viên chính của bộ phim đã được tiết lộ vào tháng 9, sau đó là tuyển diễn viên bổ sung đến đầu năm 2023. Lee tham gia viết lại kịch bản của bộ phim vào tháng 3 năm 2023, một trong số những nhà sáng tạo đã quay lại làm việc với Schreier từ loạt phim Netflix Beef. Quá trình sản xuất bị trì hoãn do tranh chấp lao động ở Hollywood năm 2023 khiến một số diễn viên phải rời dự án và bị thay thế vào đầu năm 2024, khi Calo tham gia. Việc ghi hình bắt đầu vào tháng 2 năm 2024 và kéo dài đến tháng 7 tại Trilith Studios và Atlanta Metro Studios ở Atlanta, Georgia cũng như ở Utah và New York.
Biệt đội sấm sét* được phát hành tại Mỹ vào ngày 5 tháng 5 năm 2025, là bộ phim cuối cùng thuộc Giai đoạn 5 của MCU.

## Nội dung
Khi giám đốc CIA Valentina Allegra de Fontaine đối mặt với nguy cơ luận tội vì một loạt các hoạt động bất hợp pháp, bà ta đã phái Yelena Belova, John Walker, Ghost và Taskmaster đến một cơ sở bí mật dưới vỏ bọc của một nhiệm vụ. Tại đó, các đặc vụ bị đẩy vào một cuộc đối đầu chết người, nơi Ghost giết Taskmaster, và một người đàn ông bí ẩn tên Bob bất ngờ xuất hiện.
Sau khi biết rằng họ bị de Fontaine gửi đến để tiêu hủy cùng với mọi bằng chứng về hành vi sai trái của bà ta, họ đã trốn thoát khỏi cái bẫy. Bob đánh lạc hướng lực lượng của de Fontaine, thu hút hỏa lực của chúng mà không hề bị thương, giúp Belova, Walker và Ghost trốn thoát. Sau đó, Bob bay lên không trung trước khi rơi trở lại khu phức hợp. Trong khi đó, Alexei Shostakov, người đã nghe lén được chi tiết âm mưu của de Fontaine khi làm tài xế tự do, đã giải cứu Belova, Walker và Ghost. Lấy cảm hứng từ đội bóng đá thời thơ ấu của Belova, Shostakov đặt tên cho nhóm là "Thunderbolts".
Đội Thunderbolts bị các đặc vụ của de Fontaine truy đuổi trước khi cuối cùng bị Bucky Barnes bắt giữ, người có ý định để họ làm chứng trong phiên tòa luận tội. Khi biết Bob là đối tượng của một trong những thí nghiệm tuyệt mật của de Fontaine, Barnes đã hợp lực với nhóm. Cùng nhau, họ xâm nhập vào Tòa tháp Avengers cũ ở Thành phố New York, nay được đổi tên thành "Watchtower".
Đội Thunderbolts phát hiện ra rằng de Fontaine đã biến Bob thành một siêu nhân cực kỳ mạnh mẽ được gọi là Sentry, người dễ dàng đánh bại cả đội và buộc họ phải rút lui. Khi Sentry phát triển ảo tưởng về sự vượt trội như thần thánh so với Avengers, hắn quay sang tấn công de Fontaine. Tuy nhiên, trợ lý của bà ta, Mel, đã vô hiệu hóa hắn bằng một công tắc kích hoạt thất bại. Điều này kích hoạt sự xuất hiện của nhân cách đen tối và hủy diệt của Sentry, Void, kẻ bắt đầu biến mọi người xung quanh thành bóng tối và nhấn chìm Thành phố New York trong bóng đêm siêu nhiên.
Nhận ra rằng hy vọng duy nhất nằm trong tâm trí của Bob, Belova bước vào chiều không gian bóng tối để tiếp cận ý thức của anh ta. Đối mặt với những ký ức đau buồn và tổn thương trong quá khứ, cuối cùng cô cũng tìm thấy Bob, lạc lối và bị nỗi sợ hãi của chính mình nuốt chửng. Các đồng đội của cô sớm tham gia cùng cô, và cùng nhau họ quay trở lại thời điểm Bob bắt đầu bị thí nghiệm. Tại đó, họ đối đầu với Void, kẻ đã vô hiệu hóa họ. Khi cuộc chiến đe dọa nuốt chửng hoàn toàn Bob, cả đội đã can thiệp, nhắc nhở anh rằng anh không đơn độc. Hành động đoàn kết này đã giúp Bob vượt qua Void, khôi phục ánh sáng và sự bình thường cho thành phố.
Với mối đe dọa đã bị vô hiệu hóa, đội Thunderbolts chuẩn bị bắt giữ de Fontaine. Tuy nhiên, bà ta đã thao túng dư luận bằng cách tổ chức một cuộc họp báo, trong đó bà ta đổi tên họ thành New Avengers. Trong một cảnh hậu danh đề, New Avengers và Bob nhận được tín hiệu cấp cứu từ vũ trụ. Hình ảnh vệ tinh cho thấy một phi thuyền khổng lồ mang số "4" khổng lồ.

## Diễn viên
- Sebastian Stan vai Bucky Barnes: Một siêu chiến binh và là thủ lĩnh thực tế của Thunderbolts.[1][2] Được cho là đã thiệt mạng trong Thế chiến thứ hai, anh tái xuất ở hiện tại với tư cách là một sát thủ bị tẩy não trước khi được chữa khỏi.[1]
- Hannah John-Kamen vai Ava Starr / Ghost: Một thành viên của Thunderbolts có tính không ổn định về phân tử, có thể xuyên qua các vật thể.[1]
- Wyatt Russell vai John Walker / U.S. Agent: Một siêu chiến binh và thành viên Thunderbolts. Anh là cựu Đội trưởng Biệt động quân đội Mỹ được tặng thưởng huân chương và trở thành Captain America trước khi bị chính phủ Mỹ giải ngũ một cách nhục nhã.[1]
- Julia Louis-Dreyfus vai Valentina Allegra de Fontaine: Giám đốc Cơ quan Tình báo Trung ương, người làm việc với Belova và Walker..[1][3]
- Florence Pugh vai Yelena Belova: Một thành viên của Thunderbolts được huấn luyện trong Red Room với tư cách là Góa phụ đen.[1]
- David Harbour vai Alexei Shostakov / Red Guardian: Một thành viên của Thunderbolts, là siêu chiến binh người Nga tương đương với Captain America và là cha của Belova.[1] Harbor cho biết bộ phim khám phá sâu hơn về mối quan hệ phức tạp giữa Belova và Shostkov đã được giới thiệu trong Black Widow (2021). Anh lưu ý rằng Belova không thể chịu đựng được Shostkov, nhưng cô ấy cần ai đó giúp cô cảm thấy trọn vẹn và Shostkov có thể đảm nhận vai trò đó.[4]
- Olga Kurylenko vai Antonia Dreykov / Taskmaster: Một thành viên của Thunderbolts với phản xạ cho phép cô bắt chước phong cách chiến đấu của đối thủ. Trước đây cô được cha mình là Dreykov điều khiển để hoàn thành các nhiệm vụ cho Red Room trước khi được Natasha Romanoff, chị gái của Belova giải thoát.[1]
- Harrison Ford vai Thaddeus "Thunderbolt" Ross: Tổng thống Mỹ. Ông trước đây là tướng quân đội Mỹ và sau đó là Ngoại trưởng Mỹ.[2][5]
- Lewis Pullman vai Sentry[6][7]

Ngoài ra, Geraldine Viswanathan đã được chọn vào vai trợ lý của de Fontaine,  trong khi Laurence Fishburne và Rachel Weisz dự kiến sẽ tiếp tục đảm nhận vai trò MCU của họ là Bill Foster và Melina Vostokoff.

## Sản xuất

### Phát triển
Trong quá trình sản xuất Guardians of the Galaxy (2014), đạo diễn James Gunn bày tỏ sự quan tâm đến một bộ phim dựa trên nhóm Thunderbolts của Marvel Comics. Chủ tịch Marvel Studios Kevin Feige cho biết đây là khả năng dựa trên sự thành công của Guardians of the Galaxy, nhưng Gunn không còn hứng thú với năm 2021 nữa, sau khi đạo diễn The Suicide Squad (2021), bởi đội ngũ đó từ DC Comics cũng tương tự như vậy. khái niệm về Thunderbolts. Vào tháng 6 năm 2018, Hannah John-Kamen bày tỏ sự hào hứng với việc tái hiện vai diễn Ant-Man and the Wasp (2018) của Ava Starr / Ghost trong phim Thunderbolts (phiên bản truyện tranh của Ghost là một thành viên của nhóm).
Suy đoán rằng nhóm Thunderbolts sẽ được giới thiệu vào Vũ trụ Điện ảnh Marvel (MCU) bắt đầu vào giữa năm 2019 sau thông báo rằng Daniel Brühl sẽ xuất hiện với vai Helmut Zemo trong loạt phim Disney+ The Falcon and the Winter Soldier (2021), đảm nhận vai trò của anh ấy từ Đội trưởng Mỹ: Nội chiến (2016). Loạt phim đó đã giới thiệu Julia Louis-Dreyfus trong vai Valentina Allegra de Fontaine và cho thấy cô ấy đang chiêu mộ John Walker / Đặc vụ Hoa Kỳ của Wyatt Russell. De Fontaine cũng được cho là sẽ hợp tác với Yelena Belova của Florence Pugh trong phim Black Widow (2021). Các nhà bình luận suy đoán rằng cô ấy đang chiêu mộ một đội gồm những nhân vật phản diện hoặc phản anh hùng như Thunderbolts, và một số người cảm thấy đội đó có thể xuất hiện trong The Falcon and the Winter Soldier. Nhà sản xuất điều hành Nate Moore cho biết Thunderbolts chưa bao giờ được xem xét cho dự án vì chúng sẽ "che mờ câu chuyện" và lấy đi các khía cạnh khác của loạt phim. Người viết chính Malcolm Spellman cảm thấy có "rất nhiều cuộc bàn tán" xung quanh phần giới thiệu tiềm năng của nhóm về MCU và tuyên bố, "Tôi không biết người hâm mộ có điên hay không".
Đến tháng 6 năm 2022, Jake Schreier được bổ nhiệm làm đạo diễn Thunderbolts, từ kịch bản của Eric Pearson, với Feige sản xuất. Schreier được thuê sau buổi thuyết trình khiến các giám đốc điều hành của Marvel Studios "thổi hồn". Vào thời điểm đó, hãng phim đã liên hệ với các diễn viên để thảo luận về khả năng họ sẵn sàng đảm nhận vai diễn của họ trong phim. Các nhà bình luận gợi ý rằng đội có thể bao gồm các nhân vật như Zemo, Belova, Taskmaster, Đặc vụ Hoa Kỳ, Ghost, Abomination, Bucky Barnes hoặc Clint Barton, với de Fontaine hoặc Zemo dẫn đầu đội. Deadline Hollywood cũng gợi ý rằng Thaddeus "Thunderbolt" Ross có thể được chọn lại cho bộ phim sau cái chết của nam diễn viên gốc William Hurt, vì nhân vật đó đã mối quan hệ chặt chẽ với đội trong truyện tranh. ComicBook.com cảm thấy Marvel Studios có thể thay thế Ross bằng nhân vật Robert Maverick, nhân vật thứ hai trở thành Red Hulk trong truyện tranh, thay vì chọn lại Ross. Bộ phim được công bố chính thức vào tháng 7 tại San Diego Comic-Con, với ngày phát hành là 26 tháng 7 năm 2024. Đây được coi là bộ phim cuối cùng trong Giai đoạn Năm của MCU.

### Tiền sản xuất
Vào tháng 9 năm 2022, Justin Kroll của Deadline Hollywood mô tả bộ phim như một phần phụ của Belova khi cô ấy sẽ lãnh đạo đội phản anh hùng, với Pugh, Russell và Brühl được cho là sẽ đảm nhận vai trò của họ. Tại D23 Expo cùng tháng, Pugh, Russell, John-Kamen và Louis-Dreyfus đã được xác nhận sẽ đóng vai chính, cùng với Sebastian Stan trong vai Barnes, David Harbor trong vai Alexei Shostkov / Red Guardian, và Olga Kurylenko trong vai Antonia Dreykov / Taskmaster, tất cả đều đảm nhận vai trò của mình từ các dự án MCU trước đó. Harbor cho biết bộ phim sẽ là bộ phim độc nhất vô nhị trong MCU, mô tả dàn diễn viên chính là "một nhóm người lạc lõng, bị ruồng bỏ và thất bại và những người không thực sự xứng tầm với siêu anh hùng". Pugh được ấn định được trả 8 con số cho Thunderbolts và một bộ phim MCU khác. Vào cuối tháng, Jeff Sneider của Above the Line đưa tin rằng Harrison Ford là lựa chọn hàng đầu của Marvel Studios để thay thế Hurt trong vai Ross, và Marvel đã lên kế hoạch công bố vai diễn của anh ấy tại D23 trước khi chủ tịch Lucasfilm Kathleen Kennedy yêu cầu họ không làm vậy. vì cô ấy cảm thấy điều đó sẽ làm ảnh hưởng đến việc quảng bá Indiana Jones and the Dial of Destiny (2023) của họ. Sneider không chắc liệu Ford có đảm nhận vai trò này hay không. Vào giữa tháng 10, Sneider đưa tin rằng Ford đã được chọn vào vai Ross và sẽ xuất hiện lần đầu trong Captain America: Brave New World (2025). Việc Ford tham gia Brave New World và Thunderbolts đã được xác nhận ngay sau đó. Louis-Dreyfus xác nhận vào tháng 1 năm 2023 rằng việc quay phim sẽ bắt đầu vào tháng 6, và Ayo Edebiri sẽ được chọn vào một vai không được tiết lộ.
Steven Yeun được giao một vai quan trọng cho Thunderbolts vào tháng 2 năm 2023, có khả năng tiếp tục tham gia các bộ phim MCU trong tương lai. Yeun đã làm việc với Schreier trên loạt phim Netflix Beef và đạo diễn đã nghĩ đến nam diễn viên khi thêm nhân vật này vào phim. Tháng sau, Lee Sung Jin tiết lộ rằng anh đã tham gia bộ phim để viết lại kịch bản theo yêu cầu của Schreier; Lee cũng hợp tác với Schreier trên Beef do Lee tạo ra. Lee cho biết có "rất nhiều chủ đề và điều thú vị" về bộ phim đã thu hút anh đến với dự án. Anh ấy đang hợp tác chặt chẽ với Schreier về kịch bản, nhưng lưu ý rằng, không giống như Beef, Thunderbolts là dự án của Schreier và có những nhu cầu viết khác nhau do phạm vi và quy mô lớn của bộ phim. Sneider báo cáo rằng kịch bản của Pearson đã tập trung quá nhiều vào các nhân vật Black Widow mà khán giả đã quen thuộc, và Marvel Studios đang tìm kiếm những nhân vật khác có vai trò công bằng hơn nên nó giống như một bộ phim tổng hợp. Grace Yun đảm nhận vai trò thiết kế sản xuất vào tháng 4 sau khi làm như vậy với Beef, và nhà quay phim Steve Yedlin đang thực hiện bộ phim ở Atlanta, Georgia vào tháng 5. Sanja Milkovic Hays từng là nhà thiết kế trang phục sau khi làm việc trước đó trong Captain Marvel (2019) và Spider-Man: No Way Home (2021).
Vào đầu tháng 5, việc quay phim bị trì hoãn do cuộc đình công của Hiệp hội Nhà văn Hoa Kỳ năm 2023 và dự kiến sẽ tiếp tục sau khi cuộc đình công kết thúc. Tháng sau, Ủy ban Điện ảnh Utah thông báo rằng Thunderbolts sẽ được quay ở Quận Emery và Quận Grand, Utah, vào giữa năm 2023, chi hơn 4,5 triệu đô la cho bang này. Nhà sản xuất điều hành Brian Chapek cho biết đây sẽ là một bộ phim có căn cứ hơn lấy bối cảnh khắp thế giới với một số địa điểm thực tế. Vào giữa tháng 6, ngày phát hành của bộ phim được lùi lại đến ngày 20 tháng 12 năm 2024. Khi cuộc đình công SAG-AFTRA 2023 kết thúc vào tháng 11 năm 2023, ngày phát hành của bộ phim lại bị đẩy lùi, lần này là đến ngày 25 tháng 7, 2025. Vào thời điểm đó, tác giả truyện tranh Robert Kirkman, một người bạn thân của Yeun, tiết lộ rằng Yeun đã được chọn vào vai Sentry. Russell bày tỏ sự tin tưởng rằng bộ phim sẽ thú vị, vui nhộn và không phải là một bộ phim Marvel "đơn giản", và cho biết anh sẽ bắt đầu quay phim vào tháng 3 hoặc tháng 4 năm 2024; vào tháng 1, Stan cho biết anh sẽ bắt đầu quay phim "trong khoảng một tháng nữa". Cũng trong tháng đó, Yeun rời bỏ vai diễn của mình do vấn đề về lịch trình do bộ phim bị trì hoãn sản xuất, nhưng bày tỏ sự quan tâm đến việc làm việc cho một bộ phim MCU trong tương lai. Ban đầu vẫn chưa rõ liệu Marvel có diễn lại hay suy nghĩ lại về vai trò của Yeun hay không, nhưng Lewis Pullman được tiết lộ là lựa chọn hàng đầu của hãng phim để thay thế Yeun làm Sentry vào cuối tháng 1, và anh ấy casting đã sớm được xác nhận. Ngoài ra, Laurence Fishburne và Rachel Weisz được cho là sẽ đảm nhận các vai diễn trong MCU của họ với tư cách là Bill Foster và Melina Vostokoff , và Geraldine Viswanathan được chọn vào vai phụ hài hước là trợ lý của de Fontaine, thay thế Edebiri sau khi cô ấy đóng vai phụ hài hước. đã rời bỏ bộ phim do lịch chiếu bị trì hoãn. Vào tháng 2, ngày phát hành của bộ phim được dời sang ngày 2 tháng 5 năm 2025, đổi chỗ cho The Fantastic Four. Joanna Calo đang viết lại kịch bản vào cuối tháng đó. Các bản thảo trước đó tập trung vào việc đội chính thức thực hiện một nhiệm vụ mà họ dự định sẽ chết.

### Quay phim
Việc quay phim ban đầu dự kiến bắt đầu vào giữa tháng 6 năm 2023 và kéo dài trong sáu tháng. Ban đầu dự kiến dự kiến sẽ không bị ảnh hưởng bởi cuộc đình công của các nhà biên kịch, Marvel Studios được cho là đang lên kế hoạch quay những gì họ có thể trong quá trình chụp ảnh chính và thực hiện bất kỳ điều chỉnh văn bản cần thiết nào trong quá trình quay lại bộ phim đã được lên lịch; tuy nhiên, việc quay phim cuối cùng đã bị trì hoãn do cuộc đình công của các nhà biên kịch và cuộc đình công SAG-AFTRA sau đó. Harbor đã lên kế hoạch quay các cảnh của anh ấy cho bộ phim đồng thời với mùa thứ năm của Stranger Things, cũng ở Atlanta, trước khi quá trình sản xuất đó cũng bị trì hoãn do cuộc đình công của các nhà biên kịch.
Quá trình chụp ảnh chính bắt đầu vào ngày 26 tháng 2 năm 2024, tại Trilith Studios và Atlanta Metro Studios ở Atlanta, với tựa đề Oops All Berries, ám chỉ đến một biến thể của loại ngũ cốc Cap'n Crunch chỉ có những miếng có hương vị quả mọng. Andrew Droz Palermo đóng vai trò là nhà quay phim, sau khi làm việc cho loạt phim Moon Knight (2022) của Marvel Studios. Việc quay phim cũng dự kiến sẽ diễn ra ở Quận Emery và Quận Grand, Utah, và ở New York. Dự kiến nó sẽ kéo dài đến tháng 7 năm 2024.

### Hậu kỳ
Harry Yoon và Angela M. Catanzaro đóng vai trò biên kịch cho bộ phim. Yoon trước đây đã từng làm việc cho Shang-Chi và huyền thoại Thập Luân (2021) và Beef.

## Phát hành
Biệt đội sấm sét* dự kiến được phát hành tại Hoa Kỳ vào ngày 2 tháng 5 năm 2025. Trước đó nó được lên lịch vào ngày 26 tháng 7 năm 2024, ngày 20 tháng 12 năm 2024, và ngày 25 tháng 7 năm 2025. Phim là bộ phim cuối cùng thuộc giai đoạn 5 của MCU.